# Die gute Partie
Die gute Partie ist ein deutsches Stummfilmlustspiel aus dem Jahre 1917 von Otto Rippert mit Hella Moja in der Hauptrolle.

## Handlung
Hella Wendland ist eine junge, angehende Künstlerin. Als sie gerade in der Gegend ist, beschließt Hella, ihren Onkel und ehemaligen Vormund Herrn Drosselberg aufzusuchen. Kommerzienrat Drosselberg ist recht wohlhabend, jedoch mit einer außerordentlich hässlichen Tochter namens Klara „gesegnet“. Diese will er unbedingt unter die Haube bringen. Um dieses Ziel zu erlangen, hat der alte Mann bereits eine Ehevermittlung eingeschaltet unter dem schönen Namen „Vorsehung und Co.“. Als Baron Felix Dulberg Onkelchen mit der attraktiven Hella sieht, ist er gleich Feuer und Flamme und hält die junge Frau für Drosselbergs wie Sauerbier angepriesene Klara. Auch Dulbergs Bruder Kurt hat ein Auge auf die falsche Klara geworfen, und so entsteht bald interfamiliäre Konkurrenz. 
Als Hella und Drosselberg zur Kur nach Karlsbad fahren werden sie von den beiden Brüdern verfolgt. An diese hat sich wiederum der Leiter des Eheanbahnungsinstitut, Zacharias Vorsehung, geheftet, der gleichfalls auf die zu erwartenden Millionen von Klara Drosselberg hofft. Jedoch kommt keiner zum Zuge. Klara, die sich derzeit auf dem Lande erholt, erhält von ihrem Vater einen Brief, in dem dieser schreibt, dass er sich in sein einstiges Mündel verliebt habe. Klara will ihren Vater vor einer großen Dummheit bewahren und reist nun ebenfalls nach Karlsbad. Ihr Erscheinen stürzt nun endgültig alle Anwesenden in ein Chaos. Dann aber klärt sich die verfahrene Situation, und es entstehen folgende Paarungen: Hella erhält Baron Felix, Klara dessen Bruder Kurt, und der clevere Geschäftsmann Vorsehung ermuntert den alten Kommerzienrat, ohne Zweifel ein hochinteressanter Kunde für ihn, vielleicht doch noch einmal ans Heiraten zu denken.

## Produktionsnotizen
Die gute Partie wurde im Dezember 1917 der Zensur vorgelegt und noch im selben Monat im Berliner Marmorhaus uraufgeführt. Die Länge des Vierakters betrug 1371 Meter.

## Kritik
„Die gute Partie ist ein köstliches Hella Moja-Lustspiel, in dem uns die reizende Künstlerin wieder entzückt. Sie gibt ihre Rolle … so lebenswahr und mit so viel Humor, dass wir uns nur allzugerne ihrem Zauber hingeben. (…) Sie erhält drei Heiratsanträge, verdreht ihrem Onkel den Kopf und beglückt schließlich einen jungen Baron mit ihrer Hand. Ein humorvoller, äußerst unterhaltender Film.“